# Degefe Bula
Pour les articles homonymes, voir Bula.
 (janvier 2024).
Si vous disposez d'ouvrages ou d'articles de référence ou si vous connaissez des sites web de qualité traitant du thème abordé ici, merci de compléter l'article en donnant les références utiles à sa vérifiabilité et en les liant à la section « Notes et références ».
Degefé Bula (Ge'ez: ደግፌ ቡላ), né en 1968 dans l'ancienne province du Welega, est un homme politique éthiopien oromo, actuel président du Conseil de la Fédération et représentant du peuple Oromo.
Il a obtenu son LLB à l'Ethiopian Civil Service College, par la suite il recevra divers certificats sur les techniques de production télévisuelle, sur le journalisme télévisuel et sur le managment. En août 2008, il a obtenu son Master de l'Azusa Pacific University de Californie en direction d’entreprise. 
Il a travaillé à l'ETV (la télévision éthiopienne) où il occupera successivement le poste de directeur de département (juillet 1990 à juin 1993), directeur de la coordination des programmes (juillet 1993 à février 1997) et en tant que directeur du programme Afaan Oromo (février 1997 à octobre 2001). Après cette décennie dans le secteur télévisuel, Degefé Bula décide d'entamer une carrière politique au sein du gouvernement régional de l'État fédéré de l'Oromia. Dans un premier temps, il sera directeur du bureau Administration, Justice et Sécurité d'octobre 2001 à septembre 2004; puis, en tant que vice-président, il deviendra directeur du bureau Justice et Sécurité, de septembre 2004 à octobre 2005. De 2001 à 2005, il va également être membre du Conseil d'enquête constitutionnelle. Le 10 octobre 2005, Degefé Bula accède officiellement au poste de Président du Conseil de la Fédération.